# 阿拉-阿爾恰河
43°03′44″N 74°38′18″E / 43.0623°N 74.6382°E

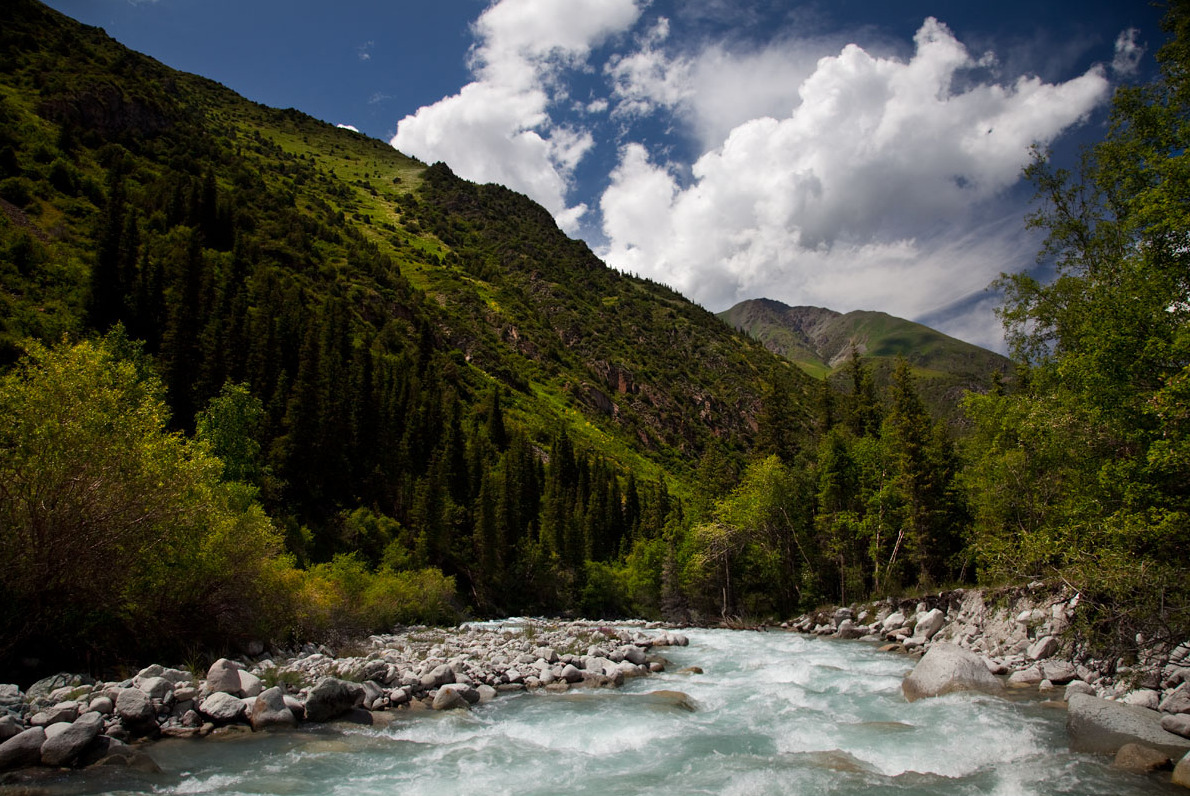

阿拉-阿爾恰河是吉爾吉斯斯坦的河流，位於該國北部楚河州，流經阿拉梅金區，河道全長78公里，流域面積270平方公里，河水來自冰川和融雪。